# Тавенцино
Тавенцино (пол. Tawęcino) — село в Польщі, у гміні Нова Весь-Лемборська Лемборського повіту Поморського воєводства.
Населення — 327 осіб (2011).
У 1975-1998 роках село належало до Слупського воєводства.

## Демографія
Демографічна структура станом на 31 березня 2011 року:
|          | Загалом | Допрацездатний вік | Працездатний вік | Постпрацездатний вік |
| -------- | ------- | ------------------ | ---------------- | -------------------- |
| Чоловіки | 185     | 62                 | 112              | 11                   |
| Жінки    | 142     | 28                 | 83               | 31                   |
| Разом    | 327     | 90                 | 195              | 42                   |